# Georges de Sagla
Georges de Sagla (en guèze Giyorgis Säglawi ; en amharique : ስእለ፡ አባ፡ ጊዮርጊስ፡ ስእለ፡ አባ፡), également appelé Georges de Gasetcha ou Georges de Dabra Bahrey, est un ecclésiastique et écrivain religieux éthiopien, né vers 1365, mort le 1er juillet 1425. C'est un saint de l'Église éthiopienne, célébré le 7 du mois de hamlé (jour de sa mort).

## Sources
L'histoire d'Abba Giyorgis Saglawi est connue par deux textes. D'une part, une Vie liturgique du saint (Gädl) a été composée peu de temps après sa mort, sous le règne du roi Zara Yaqob (1434-1468) ou peu après ; elle n'est connue actuellement que par trois copies (dont une, utilisée pour l'édition en CSCO, appartenant au monastère de Däbrä Hayq). D'autre part, le personnage est longuement évoqué dans une homélie en l'honneur de l'archange Uriel (Dersana Ura'el), où il est bénéficiaire d'un miracle accompli par l'archange ; ce texte est extrait d'un homéliaire constitué plus récemment, datant du règne de Ménélik II ; il est reproduit à la suite du Gädl dans un manuscrit conservé à Däbrä Bahrey. 

## Biographie
Selon le texte des Miracles d'Uriel, il était issu d'une famille de haute noblesse originaire d'Aksoum ; son grand-père était prince (masfen) des Tigréens ; son père, Heywät Benä, fut gouverneur de Sägla (dans le Wello), puis fut nommé gouverneur-en-chef (« chef des princes ») du Tigré par le roi David Ier ; étant encore à Sägla, et n'ayant pas d'enfant, il en demanda un à une icône de l'archange Uriel dans l'église de la localité et fut exaucé. Selon le Gädl, quelque peu divergent, son père s'appelait Hezba Seyon et appartenait au corps des kähenatä däbtära (« prêtres du Tabernacle »), les desservants des chapelles de la cour royale, nommés par le roi. Le Gädl raconte que Giyorgis fut consacré diacre par le Métropolite (Abouna), puis alla recevoir une formation monastique au monastère de Däbrä Estifanos du lac Hayq, sous la tutelle de l'abbé Säräqä Berhan (qui, en tant que supérieur de cet éminent monastère, était  'aqabä sä'at, « gardien des heures », auprès du souverain). Il aurait pris le « vêtement monacal de probation » (sans devenir pleinement moine) pour échapper à un mariage avec une fille du roi. Selon les Miracles d'Uriel, il serait resté sept ans sans pouvoir apprendre une seule lettre de l'alphabet, à tel point que l'abbé le renvoya chez son père en lui conseillant d'en faire un soldat, mais le père insista, et l'archange fit miraculeusement du fils un lettré érudit.
Ensuite, selon le Gädl, il aurait succédé, comme « prêtre du Tabernacle », à son père Hezba Seyon, qui se retira dans un monastère. Cette succession eut lieu sous le règne de David Ier. Ce roi le nomma également nebura ed (administrateur) du monastère de Däbrä Dammo, chargé de la prédication et du contrôle du clergé dans cette région, et précepteur de ses huit fils et de sa fille. Mais à la fin du règne, il subit une disgrâce : il accusa d'hérésie un proche du roi nommé Bitu, qui riposta en faisant croire au souverain que Giyorgis l'avait dénoncé comme hérétique auprès du Métropolite. Giyorgis fut fouetté, jeté en prison, puis banni sur un sommet montagneux isolé. Il ne retrouva sa place à la cour qu'après la mort de David Ier (1413), et l'avènement de son ancien élève Yeshaq Ier qui lui rendit ses dignités. Sous ce règne il connut encore un exil temporaire à la suite d'une nouvelle calomnie, mais cette fois le roi fut détrompé et lui demanda pardon. À la fin de sa vie, il se retira comme moine au monastère de Däbrä Barhey, dans sa région natale, et y fut enterré aux côtés du grand saint monastique Bäsalotä Mika'el.
Il fut essentiellement, pendant la plus grande partie de sa vie, non pas moine, mais membre du clergé séculier de la cour royale. et à ce titre théologien, liturgiste et poète religieux. Les trois fondements de sa pensée religieuse sont : la lutte contre les hérésies, la défense de l'observance du sabbat, et la dévotion à la Vierge. Sur le second point, le roi David Ier adopta en 1404 un décret autorisant les monastères issus du mouvement d'Ewostatewos à observer le sabbat le samedi (s'écartant ainsi de l'enseignement de la papauté copte pour préserver la cohésion de son royaume) ; on ignore si Giyorgis pesa sur ce décret (son Livre du Mystère, où il défend cette pratique, est de 1424). Il était sur ce point en désaccord avec les moines de Däbrä Hayq. Selon le Livre de la Lumière (Mäshäfä Berhan) du roi Zara Yaqob, sous le règne de Yeshaq Ier l'Abouna Bärtäloméwos fut accusé de sympathie pour le mouvement religieux dissident des Zä-Mikaelites ; le roi dépêcha auprès de lui un conseil de prêtres chargés de contrôler son orthodoxie ; parmi eux est cité un « Giyorgis » qui doit être Giyorgis de Sägla.

## Œuvre
L'ouvrage le plus fameux de Georges de Sagla est le Mäshäfä Mestirä Sämay Wämedr (Livre du mystère du ciel et de la terre), achevé le 16 juin 1424 : il s'agit d'un recueil d'homélies (trente dans l'édition de Yaqob Beyene) destinées à être lues sur toute l'année liturgique, chacune dénonçant et réfutant une des grandes hérésies de l'Antiquité tardive (celles de Sabellius, d'Arius, de Nestorius, etc.) ; le seul hérétique éthiopien qui soit cité est son ennemi personnel Bitu. L'une des homélies est consacrée à l'observance du sabbat. Ces textes seraient le résultat de discussions de Giyorgis avec un Européen désigné comme Messer Zan (un Vénitien venu en Éthiopie sous le règne de David Ier) ; ils étaient aussi destinés à combattre les nombreuses dissidences religieuses qui agitaient l'Éthiopie chrétienne de l'époque. L'auteur fit lui-même de cet ouvrage, à la demande d'un gouverneur, un résumé intitulé Fekkaré Haymanot (Explication de la foi).
Son autre ouvrage le plus connu est le Mäshäfä Sä'atat, c'est-à-dire le Livre des Heures (dit aussi Mäshäf Sebḥät zämä'alt wäzälelit, Livre de la glorification du jour et de la nuit), un livre contenant la liturgie des heures du jour et de la nuit, sur le modèle de l'Horologium copte qui avait été traduit en guèze au XIVe siècle. Giyorgis y met en pratique ses idées en matière d'orthodoxie, en particulier la dévotion à la Vierge et l'observance du sabbat. Cet ouvrage est devenu le livre d'heures usuel dans l'Église éthiopienne.
Giyorgis est également l'auteur de trois œuvres de poésie mariale : Hoḥetä Berhan (La Porte de la Lumière), suite d'invocations, de méditations et de prières ; Enzirä Sebḥät (La Harpe de Glorification), hymnes en vers rimés pour chaque jour de la semaine ; Arganonä Weddassé (L'Orgue de Louange), dit aussi Arganonä Dengel (L'Orgue de la Vierge).
Parmi les autres textes liturgiques de Giyorgis, il faut citer : Șälotä Fätteto (Prière de la Fraction [du Pain]), Weddassé Häwaryat (Louange des Apôtres), Tä'ämeho Qeddusan (Salutation aux saints), Weddassé mäsqäl (Louange de la croix). D'autres encore figurent dans des manuscrits. Il y a aussi le Symbole d'Athanase (le Quicumque) traduit en guèze, qui aurait été apporté en Éthiopie, en version latine ou italienne, par le Vénitien Messer Zan, et traduit par Giyorgis. 
L'homélie des Miracles d'Uriel donne une liste d'ouvrages d'Abba Giyorgis (l'archange apporte au saint cinq calices en cristal emplis d'un breuvage « tiré de la Mer de Vie », d'où viennent ses compositions littéraires). On y relève la mention d'un commentaire à des Psaumes de David, et aussi cent cinquante poèmes de louange à la Vierge (autant que de Psaumes de David) qui se seraient intitulés Mäzmurä Iyäsus (Psaumes de Jésus). Ces textes ne sont pas connus.
L'usage des livres d'Abba Giyorgis dans l'Église éthiopienne fut imposé notamment sous le règne de Zara Yaqob, époque à laquelle il fut canonisé et sa Vie composée (dans doute dans le scriptorium de la cour royale). C'est sous le règne de Zara Yaqob (au concile de Däbrä Metmaq en 1450) que l'observance du sabbat fut rendue obligatoire pour toute l'Église. L'importance considérable donnée par Giyorgis au culte marial suscita aussi des résistances dans le clergé.

## Éditions de textes
- Pontus Leander, « Arganona Ueddase nach Handschriften in Uppsala, Berlin, Tübingen und Frankfurt-am-Main », Göteborgs Högskolas Artskrift, vol. 28, no 3, 1922, p. 3-173.
- Marc-Antoine van den Oudenrijn (éd.), Helenæ Æthiopum reginæ quæ feruntur preces et carmina[9], Corpus Scriptorum Christianorum Orientalium, t. 208-209 (Scriptores Æthiopici, t. 39-40), Louvain, E. Peeters, 1960-61 (Enzirä Sebḥät, p. 1-84 ; Hoḥetä Berhan, p. 85-112).
- Getatchew Haile (éd.), « Fekkare Haymanot or The Faith of Abba Giyorgis Säglawi », Le Muséon, vol. 94, 1981, p. 235-258.
- Gérard Colin (éd.), Gädlä Giyorgis Säglawi / Vie de Georges de Sagla, Corpus Scriptorum Christianorum Orientalium, t. 492-493 (Scriptores Æthiopici, t. 81-82), Louvain, E. Peeters, 1987.
- Yaqob Beyene (éd.), Giyorgis Säglawi. Mashafa mestir / Il libro del mistero, Corpus Scriptorum Christianorum Orientalium, t. 515-516 et 532-533 (Scriptores Æthiopici, t. 89-90 et 97-98), Louvain, E. Peeters, 1990-1993.
- Getatchew Haile (éd.), « A Miracle of the Archangel Uriel Worked for Abba Giyorgis of Gasəčča », dans Harald Aspen, Birhanu Teferra, Shiferaw Bekele et Svein Ege (dir.), Proceedings of the 16th International Conference of Ethiopian Studies, Trondheim, July 2007, Trondheim, NTNU-trykk, 2009, vol. I, p. 23-35.
- (en + gez) Alessandro Bausi, « Praises of the Cross by Abba Giyorgis of Sägla », Aethiopica, Wiesbaden, Harrassowitz, vol. 14,‎ 2011, p. 47-120 (lire en ligne).